# 有栖川宮幟仁親王
有栖川宮幟仁親王（ありすがわのみや たかひとしんのう、文化9年1月5日〈1812年2月17日〉- 明治19年〈1886年〉1月24日）は、幕末・明治期の日本の皇族、書家（有栖川流）。身位は親王。敬称は殿下。神祇事務総督、神祇事務局督、神道教導職総裁、皇典講究所（現・國學院大學）総裁。有栖川宮韶仁親王（霊元天皇曾孫）の第一王子。世襲親王家の有栖川宮第8代当主。

## 概要
文政6年（1823年）、親王を宣下され上総太守。元治元年には国事御用掛となり、慶応3年（1867年）に親王の位階第一位の一品を授けられ、明治新政府の議定・初代神祇事務総督・神祇事務局督に就任。明治14年（1881年）、数多の神道家の請願により神道教導職総裁に就任。時の祭神論争の沈静化に尽くし、翌年には皇典講究所総裁として皇学の隆盛に尽力した。有栖川宮家は歌道・書道が家学で、五代・職仁親王の代に書道有栖川流の基礎を固め、幟仁親王により大成し確立した。現大教院扁額も親王揮毫のものである。睦仁親王が親王宣下されるまでの期間、政局が大変なときに若き皇子(睦仁親王)への譲位が難しいと考えた孝明天皇の皇位継承候補の一人であった。

## 来歴
幼児期は八穂宮（やほのみや）と称した。文政5年11月15日（1822年12月27日）、光格天皇の猶子となり、同6年9月23日（1823年10月26日）、12歳（数え）で親王宣下、幟仁の名を受け、翌月元服する。
弘化4年8月4日（1847年9月13日）、二品に叙せられ中務卿に任命される。
元治元年（1864年）5月には、熾仁親王とともに国事御用掛に任命された。しかし、直後に禁門の変が発生。その際、熾仁親王が長州の復権と松平容保の洛外追放を訴えて御所内で周旋活動をしたことから両親王は長州との通謀疑惑をかけられ、孝明天皇の意を受けた関白二条斉敬によって国事御用掛を罷免された上、謹慎および蟄居を命じられた。
慶応3年1月15日（1867年2月19日）、明治天皇の践祚に伴い処分が解かれたが、幟仁親王はこれ以降政治的な表舞台には姿をあらわさず、打診された国事御用掛への復職も辞退している。その後、慶応3年12月20日（1868年1月14日）に一品に叙せられているが、中務卿の位は、律令官の廃止に伴って明治2年7月12日（1869年8月19日）に返上している。
王政復古の大号令によって、熾仁親王は新政府の総裁職に就任した。幟仁親王も慶応4年2月20日（1868年3月13日）に議定に任命されたが、表立った活動をしないまま議定職の廃止を迎えた。幟仁親王は政治から距離を置く代わり、慶応4年1月17日（1868年2月10日）に神祇事務科総督に就任したのを皮切りに、神道や国学の普及に努めた。明治4年（1871年）7月25日、家督を熾仁親王に譲り正式に隠居した後も、神道総裁や皇典講究所（國學院大學の前身）総裁などを歴任した。
幟仁親王は維新以後の急速な社会の欧米化に対して消極的であった。すでに皇室の公式行事では洋式の大礼服を着用する事が義務付けられていたが、生涯を通じて洋装を拒んだ幟仁親王だけは特例として、明治天皇から和装での参加を許されていた。また、終生髷を切らず、西洋の薬も一切口にしなかった。その一方、オルゴールや洋時計などの蒐集を趣味としていた。
有栖川宮の歴代当主同様、書道および歌道の達人であり、第五代・職仁親王によってあみ出された、いわゆる「有栖川流書道」を大成させた。さらに、昭憲皇太后に歌道を、明治天皇に書道と歌道を指南したほか、五箇条の御誓文の正本も幟仁親王によって揮毫されている。
明治19年（1886年）1月24日、前年から胃癌で闘病していた幟仁親王は危篤に陥り、その報を知った明治天皇は急ぎ大勲位に叙し、菊花大綬章を授けた。同日、73歳で薨去。豊島岡墓地に埋葬された。

## 家系
- 妃: 二条広子（二条斉信・徳川従子五女）
- 側室: 佐伯祐子
  - 第1王子: 歓宮・熾仁親王（1835年 - 1895年）
  - 第2王女: 染宮（1836年 - 1843年）
  - 第2王子: 洁宮（1838年 - 1843年）[2]
- 側室: 山西千世
  - 第1王女: 線宮・幟子女王（1835年 - 1856年）（徳川家慶養女、水戸藩主・徳川慶篤室）
  - 第3王子: 長宮（1840年 - 1843年）
- 側室: 森則子
  - 第3王女: 糦宮・宜子女王（1851年 - 1895年）（彦根藩主のち伯爵・井伊直憲室）
  - 第4王女: 穂宮・利子女王（1858年 - 1927年）（伏見宮貞愛親王妃）
  - 第4王子: 稠宮・威仁親王（1862年 - 1913年）

15代将軍・徳川慶喜のいとこにあたる（父と慶喜の母・吉子女王が兄妹）。また、妃の広子も慶喜のいとこ（母と慶喜の父・斉昭が姉弟）。

## 登場作品

### 映画
- 朱雀門（1957年、大映） - 演: 水野浩

### テレビドラマ
- 皇女和の宮（1968年、テレビ朝日） - 演: 青野平義[3]